# عطا الله العنزي
عطا الله العنزي (ولد في 22 فبراير 1988) هو لاعب رماية سعودي. نافس في منافسات الرماية في دورة الألعاب الأولمبية الصيفية 2016، في فبراير 2019، حقق المركز 12 على العالم في بطولة كأس العالم للرماية على البندقية في نيودلهي عاصمة الهند.

## روابط خارجية
- عطا الله العنزي على موقع الاتحاد الدولي (الإنجليزية)
- عطا الله العنزي على موقع أوليمبيديا (الإنجليزية)